# Stefan Barabach
Stefan Barabach (ur. 9 września 1922 we Lwowie) – polski działacz partyjny i państwowy, inżynier budownictwa, ekonomista, podsekretarz stanu w Ministerstwie Budownictwa i Przemysłu Materiałów Budowlanych (1977–1980).

## Życiorys
Syn Antoniego i Marii. W 1940 zdał maturę i rozpoczął studia na Politechnice Lwowskiej, przerwane po roku wskutek wojny. Pomiędzy 1941 księgowy w Fabryce Obuwia „St. Nowak” i technik budowy w „Tief Hochbau >Fritz Bojne<” we Lwowie. W 1944 wyjechał do Podkowy Leśnej, w kolejnym roku był inspektorem w Morskiej Grupie Operacyjnej w Gdańsku (zajmującej się przejmowaniem i odbudową zakładów przemysłowych na Pomorzu). Uzyskał tytuł magistra ekonomii na Akademii Handlowej w Poznaniu (1950) i magistra inżyniera budownictwa lądowego na Wydziale Budownictwa Przemysłowego i Ogólnego Politechniki Śląskiej (1957).
Od 1950 do 1951 kierownik sekcji i oddziału w kierownik oddziału w Centralnym Zarządzie Konstrukcji Stalowych „Mostostal” w Zabrzu, następnie od 1952 do 1957 starszy inspektor i wicedyrektor w Zjednoczeniu Projektowo-Produkcyjnym „Mostostal”. Po zmianie nazwy na Śląskie Przedsiębiorstwo Konstrukcji Stalowych i Urządzeń Przemysłowych „Mostostal” w 1958 został jego dyrektorem. W 1972 przeszedł na fotel szefa Zjednoczenia Konstrukcji Stalowych i Urządzeń Przemysłowych „Mostostal” w Warszawie.
W 1965 wstąpił do Polskiej Zjednoczonej Partii Robotniczej. Od kwietnia 1977 do maja 1980 zajmował stanowisko podsekretarza stanu w Ministerstwie Budownictwa i Przemysłu Materiałów Budowlanych. W 1979 założył klub tenisowy KS Mostostal Zabrze. W 1981 został dyrektorem oddziału Centrali Handlu Zagranicznego Budownictwa „Budimex” w Bagdadzie.